# Margaret Cole
Pour les articles homonymes, voir Cole.
Margaret Isabel Cole (née Postgate ; 6 mai 1893 - 7 mai 1980) est une femme politique socialiste britannique, écrivaine et poète. Elle écrit plusieurs romans policiers conjointement avec son mari, G. D. H. Cole. Elle occupe des postes importants au sein du gouvernement de Londres après la Seconde Guerre mondiale.

## Biographie
Fille de John Percival Postgate et d'Edith (née Allen) Postgate, Margaret fait ses études à la Roedean School et au Girton College de Cambridge. En lisant H. G. Wells, George Bernard Shaw et d'autres à Girton, elle en vient à remettre en question l'anglicanisme de son éducation et à embrasser le socialisme après avoir lu des livres sur le sujet .
Après avoir terminé son cours (Cambridge n'autorise pas les femmes à obtenir officiellement leur diplôme jusqu'en 1947), Margaret devient professeur de classiques à la St Paul's Girls' School. Son poème The Falling Leaves, une réponse à la Première Guerre mondiale, et actuellement au programme de littérature anglaise OCR au GCSE, montre l'influence de la poésie latine dans son utilisation de syllabes longues et courtes pour créer des effets mimétiques.

### Période pacifiste
Pendant la Première Guerre mondiale, son frère Raymond Postgate (en) demande l'exemption du service militaire en tant qu'objecteur de conscience socialiste, mais se voit refuser la reconnaissance et est emprisonné pour avoir refusé les ordres militaires. Son soutien à son frère l'amène à adhérer au pacifisme. Au cours de sa campagne ultérieure contre la conscription, elle rencontre G. D. H. Cole, qu'elle épouse dans un bureau d'état civil en août 1918 . Le couple travaille ensemble pour la Fabian Society avant de déménager à Oxford en 1924, où ils enseignent et écrivent tous les deux.
Au début des années 1930, Margaret abandonne son pacifisme en réaction à la suppression des mouvements socialistes par les gouvernements allemand et autrichien et aux événements de la guerre civile espagnole.

### Travail d'éducation
En 1941, Margaret Cole est cooptée au sein du comité d'éducation du conseil du comté de Londres, nommée par Herbert Morrison, et devient une promotrice de l'éducation complète. Elle est conseillère municipale du conseil du comté de Londres de 1952 jusqu'à l'abolition du conseil en 1965 . Elle est membre de l'Inner London Education Authority depuis sa création en 1965 jusqu'à sa retraite de la vie publique en 1967.
Harold Wilson lui donne un OBE en 1965 et elle devient une Lady lorsqu'elle a reçu un DBE en 1970 pour ses services au gouvernement local et à l'éducation . Lady Margaret Cole est décédée le 7 mai 1980, le lendemain de son 87e anniversaire. Sa succession est évaluée à 137 957 £ .

### Écrits
Cole écrit plusieurs livres, dont une biographie de son mari . Son frère Raymond est historien du socialisme, journaliste et romancier . Elle et son mari coécrivent de nombreux romans policiers .
Margaret et son mari ont conclu un partenariat, mais pas un mariage complet : son mari s'intéresse peu au sexe et considère les femmes comme une distraction des hommes. Néanmoins, ils ont un fils et deux filles. Margaret Cole documente de manière exhaustive leur vie ensemble dans une biographie qu'elle écrit sur son mari après sa mort .

## Romans policiers

### Romans et recueils de nouvelles
GDH Cole Les Meurtres de Brooklyn (1923). Margaret Cole n'a pas contribué à ce roman, qui est noté ici uniquement pour éviter la confusion.
GDH et M. Cole
- La Mort d'un millionnaire (1925)
- L'Enchevêtrement de Blatchington (1926). Sérialisé, The Daily Herald (1926)
- Le Meurtre à Crome House (1927)
- L'Homme de la rivière (1928)
- Vacances du surintendant Wilson (1928)
- Poison dans la banlieue jardin (1929); sérialisé, The Daily Herald (1929). Aussi connu sous le nom de Poison in a Garden Suburb
- Cambrioleurs à Bucks (1930) alias The Berkshire Mystery
- Corpse in Canonicals (1930) alias The Corpse in the Constable's Garden
- Le Grand Mystère du Sud (1931) alias The Walking Corpse
- Montre de l'homme mort (1931)
- Mort d'une étoile (1932)
- Une leçon de crime (1933)
  - Une leçon de crime; Une question de coïncidence ; la Police d'assurance de M. Steven ; Chantage au village ; Le Fantôme du chemin de la falaise ; Course de seize ans ; Appel de Wilson (Wilson); Le Mystère Brentwardine; La Mère du détective; Une dose de cyanure ; L'Erreur du surintendant Wakley.
- L'Affaire Aliquid (1933)
- Fin d'un ancien marin (1933)
- Mort dans la carrière (1934)
- Meurtre dans les grandes entreprises (1935)
- Le Dr Tancrède commence (1935)
- Scandale à l'école (1935) alias La Mort endormie
- Dernière Volonté et Testament (1936)
- Les Frères Sackville (1936)
- Honte au Collège (1937)
- La Tante disparue (1937)
- Profession de Mme Warrender (1938)
- Off avec sa tête! (1938)
- Double Chantage (1939)
- Tragédie grecque (1939)
- Wilson et quelques autres (1940)
  - Mort dans une chope (Wilson); Meurtre à l'église (Wilson); L'Os du dinosaure (Wilson); Un conte de deux valises (Wilson); Le Motif (Wilson); Verre (Wilson); Meurtre en plein jour (Wilson); Ye Olde Englysshe Christmasse ou Détection au XVIIIe siècle ; Les Lettres; Le Partenaire; Un cadeau de l'Empire ; Les Étranges Aventures d'une boîte de chocolats ; Tonique Strychnine.
- Meurtre à l'usine de munitions (1940)
- Contrepoint Meurtre (1940)
- Couteau dans le noir (1941)
- La Fin de Toper (1942)
- Mort d'une mariée (1945)
- Cadeaux d'anniversaire (1946)
- Les Jouets de la mort (1948)